# Loop Recordings
A Loop Recordings (por vezes estilizada como Loop:Recordings) foi uma editora discográfica portuguesa do início do século XXI. O selo destacou-se maioritariamente pela oferta no hip-hop, tendo editado álbuns de nomes como Sam The Kid, DJ Ride, Bulllet, entre outros. Durante os seus anos de atividade, foi considerada uma das editoras independentes mais importante do panorama musical português. 

## Primeiros anos
Projeto conjunto do jornalista Rui Miguel Abreu e do produtor musical Marko Roca, a editora surgiu em dezembro de 2001. Assinado pelo trio de hip-hop Micro (de que Roca fazia parte), o registo inaugural da editora foi um EP. Demo Style era o segundo registo do grupo, mas foi visto como um passo profissionalizante.
Logo nos primeiros anos de atividade, a Loop publicou uma série de discos particularmente importantes na história da música portuguesa, tais como o primeiro álbum instrumental de tons hip-hop editado em Portugal, The Lost Tapes de Bulllet, e da estreia instrumental de Sam The Kid em Beats Vol. 1: Amor. 

## Consolidação do catálogo

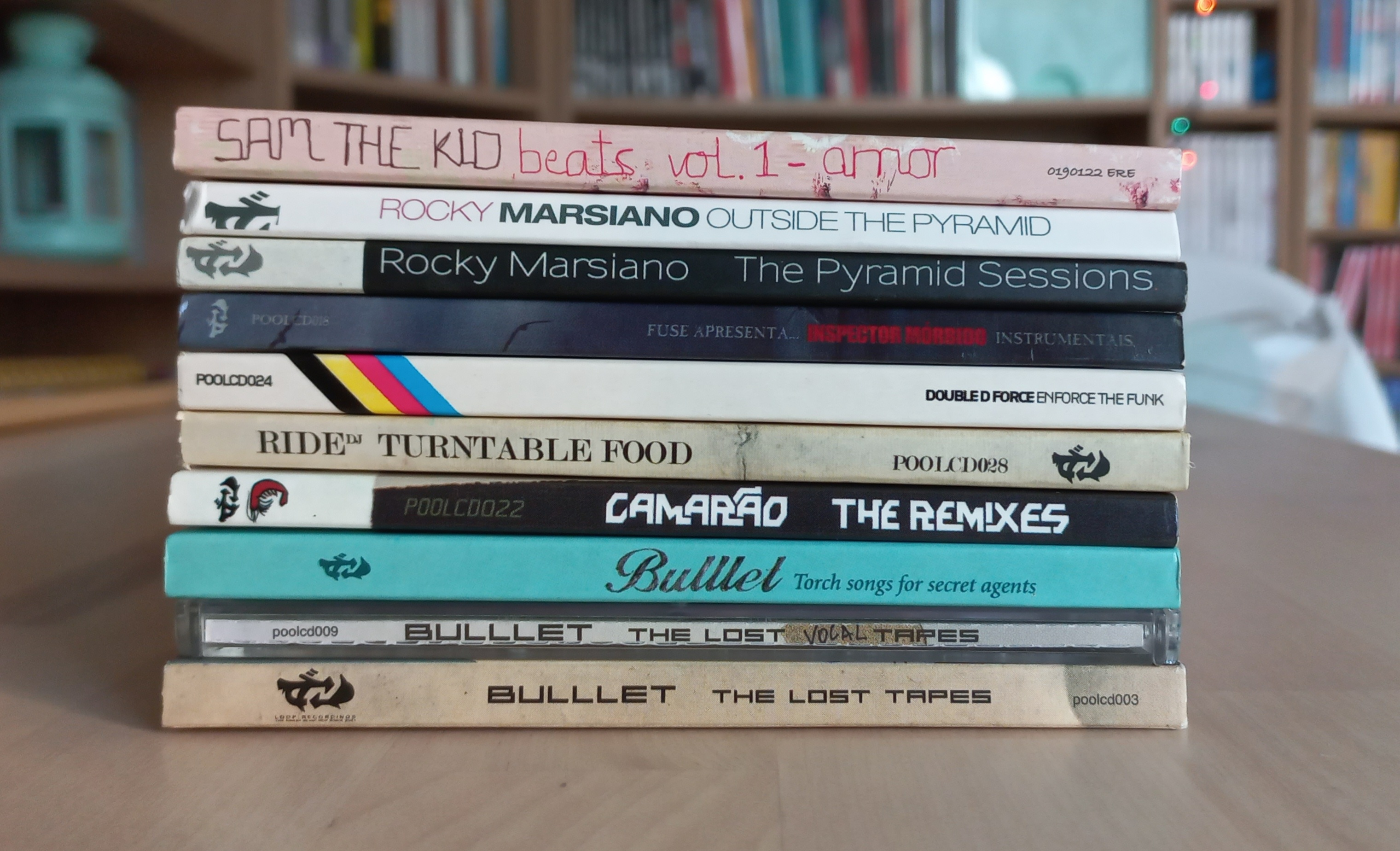
Alguns CDs editados pela Loop Recordings.

A Loop lançou cerca de trinta edições nos primeiros cinco anos de atividade, publicando uma série de registos de músicos mais experientes, mas também de novatos. Acolheu a carreira a solo de Fuse, dos Dealema, reeditando o seu primeiro álbum a solo e publicando os trabalhos seguintes, Sintoniza... (2003) e Fuse apresenta... Inspector Mórbido - "instrumentais" (2004).  Foi a casa de estreia de nomes como Mundo Complexo, Prince Wadada ou Factor Activo, entre outros, explorando continuamente a intersecção do hip-hop com outros géneros musicais, como neo-soul ou reggae. E também nunca deixou de lançar trabalhos dos múltiplos projetos musicais e alter-egos de Marko Roca, onde se incluem os Micro, Rocky Marsiano e Double D Force.
Para lá do hip-hop, foi na Loop que Melo D (ex-vocalista dos Cool Hipnoise) se estreou em nome próprio, com a edição de Outro Universo em 2003. O disco foi considerado o melhor do ano, na música portuguesa, para o jornal Público. Em 2007, lançou ainda o primeiro trabalho de DJ Ride, Turntable Food.

## Loop Off e Bloop Recordings
Ao longo dos anos, o trabalho da Loop desdobrou-se em chancelas paralelas. Numa aventura que durou apenas dois registos, a Loop Off surgiu em 2003, com a publicação do álbum homónimo de Mécanosphère, projeto de Adolfo Luxúria Canibal. Em 2005, editou Up On The Walls, o álbum de estreia dos Vicious Five, uma das bandas punk portuguesas mais ativas à altura.
Em 2006, José Belo juntou-se à equipa fundadora como sócio, dando origem à bloop recordings, que se especializou em sonoridades electrónicas mais viradas para a pista de dança. A bloop continuou em atividade apesar da extinção da Loop.